# Мохаммад Гаріб
Мохаммад Гаріб (нар. 22 липня 1980) — колишній кувейтський тенісист.
Найвищу одиночну позицію світового рейтингу — 336 місце досяг 17 липня 2006, парну — 264 місце — 9 червня 2008 року.

## Фінали ATP Челленджер і ITF Ф'ючерс

### Одиночний розряд: 10 (5–5)
| ATP Челленджер (0–0) |
| ITF Ф'ючерс (5–5)    |

| Результат | В-П | Дата     | Турнір           | Рівень  | Покриття | Суперник        | Рахунок            |
| --------- | --- | -------- | ---------------- | ------- | -------- | --------------- | ------------------ |
| Поразка   | 0–1 | Кві 2003 | Meshref, Кувейт  | Ф'ючерс | Тверде   | Іво Клець       | 6–3, 4–6, 4–6      |
| Поразка   | 0–2 | Кві 2005 | Meshref, Кувейт  | Ф'ючерс | Тверде   | Флорін Мерджа   | 6–4, 3–6, 5–7      |
| Поразка   | 0–3 | Тра 2007 | Meshref, Кувейт  | Ф'ючерс | Тверде   | Роберт Смітс    | 3–6, 2–6           |
| Поразка   | 0–4 | Чер 2007 | Koszalin, Польща | Ф'ючерс | Ґрунт    | Давід Олейнічак | 6–7(5–7), 6–2, 4–6 |
| Поразка   | 0–5 | Бер 2008 | Ґурґаон, Індія   | Ф'ючерс | Тверде   | Нейтан Томпсон  | 2–6, 2–6           |
| Перемога  | 1–5 | Тра 2008 | Meshref, Кувейт  | Ф'ючерс | Тверде   | Юган Ертеґрен   | 6–0 ret.           |
| Перемога  | 2–5 | Тра 2009 | Meshref, Кувейт  | Ф'ючерс | Тверде   | Малік Джазірі   | 6–4, 6–4           |
| Перемога  | 3–5 | Тра 2009 | Meshref, Кувейт  | Ф'ючерс | Тверде   | Малік Джазірі   | 6–3, 7–67–3        |
| Перемога  | 4–5 | Вер 2012 | Meshref, Кувейт  | Ф'ючерс | Тверде   | Чжень Ді        | 5–7, 7–68–6, 6–2   |
| Перемога  | 5–5 | Вер 2013 | Meshref, Кувейт  | Ф'ючерс | Тверде   | Сакет Мінені    | 6–4, 6–1           |

### Парний розряд: 19 (12–7)
| ATP Челленджер (2–1) |
| ITF Ф'ючерс (10–6)   |

| Результат | В-П  | Дата     | Турнір             | Рівень     | Покриття | Партнер                 | Суперники                                    | Рахунок                 |
| --------- | ---- | -------- | ------------------ | ---------- | -------- | ----------------------- | -------------------------------------------- | ----------------------- |
| Перемога  | 1–0  | Чер 2001 | Marrakech, Марокко | Ф'ючерс    | Ґрунт    | Джалаль Чафай           | Кейн Дьюгерст Девід Мак-Намара               | 7–5, 4–6, 7–6(10–8)     |
| Перемога  | 2–0  | Лис 2004 | Бангкок, Таїланд   | Ф'ючерс    | Тверде   | Суніл-Кумар Сіпаева     | Мін Ле Хіроясу Сато                          | 2–6, 6–4, 6–4           |
| Перемога  | 3–0  | Гру 2005 | Menzah, Туніс      | Ф'ючерс    | Тверде   | Валід Джаллалі          | Павел Ділай Роберт Ґодлевський               | 6–2, 6–4                |
| Поразка   | 3–1  | Тра 2006 | Meshref, Кувейт    | Ф'ючерс    | Тверде   | Раві-Шанкар Патханджалі | Ральф Ґрамбов Філіпп Маркс                   | 6–4, 6–7(5–7), 3–6      |
| Поразка   | 3–2  | Тра 2007 | Meshref, Кувейт    | Ф'ючерс    | Тверде   | Грег Джонс              | Айсам-уль-Хак Куреші Пурав Раджа             | 6–2, 5–7, 2–6           |
| Перемога  | 4–2  | Чер 2007 | Kraków, Польща     | Ф'ючерс    | Ґрунт    | Калле Флюґт             | Юган Брунстрем Роберт Ґустафссон             | 6–4, 6–7(6–8), 6–4      |
| Перемога  | 5–2  | Чер 2007 | Koszalin, Польща   | Ф'ючерс    | Ґрунт    | Юган Брунстрем          | Матеуш Ковальчик Ґжеґож Панфіл               | 6–3, 6–7(5–7), 7–6(7–5) |
| Перемога  | 6–2  | Чер 2007 | Осло, Норвегія     | Ф'ючерс    | Ґрунт    | Ервін Елесковіч         | Фабіо Коланджело Франческо Дзаккіа           | 7–6(7–5), 6–4           |
| Перемога  | 7–2  | Лип 2007 | Тольятті, Росія    | Челленджер | Тверде   | Юган Брунстрем          | Іван Церович П'єррік Їсерн                   | 7–6(7–4), 4–6, [13–11]  |
| Перемога  | 8–2  | Сер 2007 | Тампере, Фінляндія | Челленджер | Тверде   | Юган Брунстрем          | Юкка Когтамякі Міка Пурго                    | 6–2, 7–6(7–5)           |
| Поразка   | 8–3  | Тра 2008 | Нью-Делі, Індія    | Челленджер | Тверде   | Ілля Марченко           | Колін Ебелтіт Сем Грот                       | 6–2, 6–7(5–7), [8–10]   |
| Перемога  | 9–2  | Тра 2008 | Meshref, Кувейт    | Ф'ючерс    | Тверде   | Юган Ертеґрен           | Рохан Гаджар Кен Скупскі                     | 6–4, 3–6, [10–7]        |
| Поразка   | 9–3  | Лип 2007 | Модена, Італія     | Ф'ючерс    | Ґрунт    | Стефан Робер            | Гільєрмо Ормасабаль Ганс Подліпнік Кастільйо | 3–6, 2–6                |
| Перемога  | 10–3 | Лис 2008 | Kish Island, Іран  | Ф'ючерс    | Ґрунт    | Бенжамен Бальре         | Маттія Ліврагі Марко Сімоні                  | 6–1, 6–2                |
| Поразка   | 10–4 | Лис 2008 | Kish Island, Іран  | Ф'ючерс    | Ґрунт    | Бенжамен Бальре         | Александер Сачко Марк-Андре Штратлінґ        | 2–6, 6–1, [4–10]        |
| Перемога  | 11–4 | Вер 2012 | Meshref, Кувейт    | Ф'ючерс    | Тверде   | Михайло Васильєв        | Алессандро Бега Ян Блеха                     | 3–6, 7–6(7–5), [10–7]   |
| Поразка   | 11–5 | Жов 2012 | Meshref, Кувейт    | Ф'ючерс    | Тверде   | Михайло Васильєв        | Льюїс Бартон Руан Рулофсе                    | 6–7(5–7), 6–7(2–7)      |
| Поразка   | 11–6 | Жов 2012 | Доха, Катар        | Ф'ючерс    | Тверде   | Бенжамен Бальре         | Марко Даніс Марек Сем'ян                     | 5–7, 6–7(2–7)           |
| Перемога  | 12–6 | Сер 2014 | Інсбрук, Австрія   | Ф'ючерс    | Ґрунт    | Абдулла Макдес          | Андреа Бассо Алессандро Чеппелліні           | 6–0, 6–3                |
| Поразка   | 12–7 | Чер 2015 | Джунія, Ліван      | Ф'ючерс    | Ґрунт    | ААбдулла Макдес         | Іво Клець Адріан Сікора                      | 4–6, 7–6(7–5), [6–10]   |